# Renée Fleming
Pour les articles homonymes, voir Fleming.
Renée Fleming est une soprano américaine, née le 14 février 1959 à Indiana (Pennsylvanie).

## Biographie

### Premières années
Elle possède des ascendances tchèques par son arrière-grand-mère maternelle. Son père et sa mère sont tous deux des professeurs de musique. Elle grandit à Rochester dans l'État de New York entre son frère, Ted, et sa sœur, Rachel qui se consacreront, comme elle, à la musique. Elle écoute sa mère donner des leçons de chant pendant des journées entières.

Elle grandit en chantant dans les chœurs d'église. Elle prend des leçons de piano, de chant, de violon et de danse par obligation et non par plaisir et, adolescente, rejoint sa mère, soliste dans une église de Rochester.
Dès son jeune âge, Renée Fleming aime la musique traditionnelle (country music, folk songs) et admire notamment le talent de Joni Mitchell. Outre l'habituel répertoire classique, elle interprète de la musique classique contemporaine, ainsi que des airs de comédies musicales du répertoire de Broadway et d'autres répertoires comme celui des musiques traditionnelles.

### Études
Elle s'intéresse à la musique pop et au jazz avec Pat Misslin à la Crane School of Music à l'Université de l'État de New York à Potsdam. C'est elle qui, découvrant les qualités vocales de sa jeune élève, la dirigera vers la musique classique. Au cours de ses études, elle fait partie d'un trio de jazz qui se produit au bar « Alger » situé près du campus de l'Université. Le saxophoniste de jazz Illinois Jacquet l'invite à se joindre à la tournée de son groupe mais elle choisit de poursuivre ses études avec Jan DeGaetani, professeur de chant de l'Eastman School of Music à l'Université de Rochester. À la faveur de la bourse Fulbright, elle part étudier en Europe auprès d'Arleen Auger – une spécialiste de l'oratorio qui signa plus de cent enregistrements dans le genre – et d'Elisabeth Schwarzkopf avant de retourner parfaire sa technique à la Juilliard School, Conservatoire de Musique et de Danse de la ville de New York. Au Julliard Opera Center, elle interprète, entre autres, des rôles tels que Musetta (La Bohème, Puccini) et celui de la femme dans l'œuvre Tamu-Tamu de Gian Carlo Menotti, .

### Cantatrice
Renée Fleming est habituellement considérée comme une femme sympathique toujours prête à rendre service et éprouvant des difficultés à dire non.
Renée Fleming a deux enfants, Amelia et Sage, issus de son mariage avec l'acteur Rick Ross dont elle a divorcé en 1998, .
Son intérêt pour les langues la conduit à s'intéresser, à côté des opéras courants du répertoire (en italien, allemand, français), à des œuvres composées dans des langues moins fréquentes à l'opéra comme l'anglais (sa langue maternelle), le russe ou le tchèque. Et elle peut aborder avec le même succès Thaïs de Jules Massenet en français ou Rusalka d'Antonín Dvořák en tchèque.

## Carrière
- Débuts professionnels

Renée Fleming commence sa carrière professionnelle avec de petites compagnies interprétant des rôles d'opéra ou chantant dans des concerts alors qu'elle est étudiante à la Juilliard School. C'est ainsi que Renée Fleming a souvent été présente dans les séries de concerts Musica Viva patronnées par la New York Unitarian Chuch of All Souls durant les années 1980. En 1984 elle interprète neuf lieder de Hugo Wolf à l'occasion de la première du ballet Adieu d'Eliot Feld et qu'elle chantera de nouveau en 1987 et 1989 au Joyce Theater.
En 1986, Renée Fleming interprète son premier grand rôle, Konstanze, de l'Enlèvement au Sérail au Salzburg Landestheater.
Deux ans plus tard, on retrouve Renée Fleming au sein de la troupe du Piccolo Teatro dell Opera où elle est la Thalie, la Clarine et La Folie de l'opéra Platée de Jean-Philippe Rameau.
En 1988 la cantatrice remporte le Metropolitan Opera Auditions. Elle rencontre dès lors un succès qui ne s'est jamais démenti.
- 1988

Âgée de 29 ans, elle gagne le Metropolitan Opera Auditions et, la même année, la Comtesse des Noces de Figaro est son premier succès au Grand Opera de Houston (Texas). Elle reprend le rôle l'année suivante pour ses débuts au Festival des Deux Mondes de Spolète (Italie).

Toujours en 1989, Renée Fleming fait également ses débuts au New York City Opera dans le rôle de Mimi (La Bohème, Puccini) puis à Covent Garden de Londres où elle chante Dirce du Médée de Cherubini.

Elle est récompensée par l'allocation Richard Tucker Career et le George London Competition.
- 1990

En 1990, Renée Fleming est récompensée par le prix Richard Tucker, plus haute distinction attribuée par la Fondation Richard Tucker pour la Musique.

Cette même année, elle fait son entrée à l'opéra de Seattle dans le rôle-titre de Rusalka (Antonín Dvořák) qu'elle reprendra dans maints opéras du monde entier et qu'elle enregistrera de façon magistrale sous la direction de Charles Mackerras.

Elle chante aussi pour le ballet Les Noces (Eliot Feld, compositeur), à l'occasion du 50e anniversaire de l'American Ballet Theater puis retourne au New York City Opera pour camper la Comtesse des Noces de Figaro (Mozart) et Micaela de Carmen (Bizet). Enfin, l'Opera Orchestra de New York la pressent pour le rôle-titre de Lucrèce Borgia.
- 1991

La cantatrice accède au Metropolitan Opera et à l'Opéra de San Francisco où elle incarne la Comtesse des Noces de Figaro. En fait, Renée Fleming n'était pas programmée pour faire son entrée au Met lors de la saison 1991, mais pour la saison suivante. Elle a été demandée par le directeur de l'opéra en remplacement de Dame Felicity Lott souffrante.

Elle rejoint l'illustre théâtre un peu plus tard au cours de la même année pour être Rosina de la première mondiale de l'opéra Ghosts of Versailles (John Corigliano, compositeur).

Cette même année, la cantatrice fait ses premiers pas à Carnegie Hall sur une musique de Ravel. Elle est accompagnée par le New York City Opera Orchestra.

Elle chante Rusalka au Grand Opera de Houston et fait ses débuts au Festival d'été de Tanglewood avec le personnage d'Ilia (Idomeneo, re di Creta, Mozart). L' Orchestre symphonique de Boston qui l'accompagne est dirigé par Seiji Ozawa.
- 1992

Renée Fleming interprète Fiordigili de l'opéra Così fan tutte (Mozart) pour ses débuts au Grand Théâtre de Genève.

Elle est l'Anna de la Dame Blanche, l'opéra de François-Adrien Boieldieu qu'elle interprète au Carnegie Hall accompagnée de l'Opera Orchestra of New York.

Elle incarne aussi le personnage de Fortuna (Le Songe de Scipion, Mozart) qu'elle présente à l'Alice Tully Hall à l'occasion du Festival of Mozart Operas in Concert.
- 1993

Renée Fleming est l'Adélaïde du drame lyrique de Vincenzo Bellini : La straniera. Elle est accompagnée par l'Opera Orchestra of New York puis paraît pour la première fois au Rossini Opera Festival où elle interprète le rôle-titre de Armide (Rossini) avant ses débuts sur scène au Lyric Opera of Chicago dans le rôle-titre de la Susannah du compositeur Carlisle Floyd

Cette même année 1993, elle est très applaudie pour son premier récital en tant que soliste à l'Alice Tully Hall, .

Elle chante encore la Pamina de Mozart dans la Flûte enchantée au Metropolitan Opera puis le rôle-titre de Lulu. À cette occasion, elle est accompagnée par le Metropolitan Opera Orchestra placé sous la direction de James Levine.
Renée Fleming inaugure la première de Fanfare, composé par Joan Tower. La cantatrice est accompagnée par Pinchas Zukerman à la tête de l'Aspen Chamber Symphony Orchestra.
Elle est enfin la cantatrice du théâtre musical Letter From Sullivan Ballou de John Harold Kander, présenté en première mondiale lors de la céramonie des Richard Tucker Awards de 1993.
- 1994

Renée Fleming interprète pour la première fois les personnages de Desdémone (Othello, Verdi) et d'Ellen Orford (Peter Grimes, Benjamin Britten) au Metropolitan Opera.
Elle fait également son entrée au Festival de Glyndebourne dans le rôle de la Comtesse des Noces de Figaro (Mozart), chante la présidente de Tourvel des Liaisons dangereuses de Conrad Susa et endosse le personnage de Salomé de l'Hérodiade (Jules Massenet) à l'Opéra de San Francisco.
- 1995

Renée Fleming tient le rôle de la Maréchale du Chevalier à la rose (Richard Strauss) au Grand Opera de Houston, Texas , puis interprète Salomé de l' Hérodiade (Massenet) au Carnegie Hall avec l'Opera Orchestra de New York avant d'être Rusalka (Antonín Dvořák à l'Opéra de San Francisco .

Elle est également Fiordiligi de Cosi fan tutte sous la direction de Sir Georg Solti au Royal Festival Hall (Royal Festival Hall) et donne un récital très remarqué à la Morgan Library, .

Peu après, elle signe un contrat d'exclusivité avec la firme londonienne Decca Records. Elle est la seule cantatrice américaine à avoir procédé de la sorte depuis Marilyn Horne, il y a trente et un ans.
- 1996

Renée Fleming est l' Armida de Rossini et, à nouveau, la Fiordiligi du Cosi fan tutte au Met.

Avec le concours du Metropolitan Opera Orchestra, elle chante les solos pour soprano du Requiem de Verdi à Carnegie Hall.

Elle campe pour la première fois de sa carrière le personnage de Marguerite dans le Faust de Gounod à Chicago (Chicago Lyric Opera).

Sous la direction du chef d'orchestre Sir Georg Solti, elle sera la Donna Anna du Don Giovanni (Mozart) pour deux représentations lors de la réouverture de l'Opéra Garnier le 1er mars 1998.

Cette même année, elle est la récipiendaire du Prix Solti attribué à un(e) jeune chanteu(r)se particulièrement talentue(ux)se. Le prix est remis par l'Académie du Disque Lyrique au cours d'une manifestation équivalente aux Grammy Awards.

R. Fleming fait sa première apparition au Festival de Bayreuth dans le rôle de l'Eva des Maîtres Chanteurs de Nuremberg (Richard Wagner).

Elle offre encore des récitals au Festival international d'Édimbourg ainsi qu'à l'Alice Tully Hall, .
- 1997

La cantatrice est encensée par la critique lors de son retour sur la scène de l'Opéra Bastille dans le rôle de la Maréchale (Le Chevalier à la Rose, Richard Strauss) et de son éblouissante Manon (Jules Massenet).

Elle reprend cette même interprétation au Met conjointement à Rusalka (Antonín Dvořák) et à Marguerite (Faust).

R. Fleming se produit en concert par deux fois avec le New York Philharmonic. Une première fois pour interpréter une sélection d'arias sous la direction du chef Zubin Mehta, la seconde pour chanter l'Exultate Jubilate de Mozart ainsi que trois chants de Richard Strauss avec Kurt Masur.

Elle paraît au Festival de Ravinia avec le Chicago Symphony Orchestra puis interprète Knoxville: Summer of 1915 avec l'Orchestre de l'église Saint-Luc sous la direction de'André Previn.

Elle donne également de nombreux récitals dans des endroits prestigieux comme le Festival de Salzbourg.
- 1998

On retrouve Renée Fleming dans le rôle-titre d'Arabella (Richard Strauss) au Grand Opéra de Houston, Texas, États-Unis puis dans celui de la Comtesse des Noces de Figaro au Lyric Opera de Chicago, États-Unis.

Elle interprétera Susannah de Carlisle Floyd et une Comtesse Almaviva (Les Noces de Figaro) de référence dans une production du Met aux côtés de Cecilia Bartoli, Susanne Mentzer, Dwayne Croft et Bryn Terfel. Cet opéra a été télédiffusé par Public Broadcasting Service dans le cadre de l'émission Great Performances (Grandes interprétations) dévolue aux arts à l'exclusion des arts plastiques.

Elle fait son premier récital sur la scène de Carnegie Hall puis dans le cadre du Festival de Salzbourg pour interpréter Mort et Transfiguration et les Quatre derniers lieder (Vier letzte Lieder) pour soprano et orchestre de Richard Strauss avec le Gustav Mahler Jugendorchester placé sous la direction de Claudio Abbado.

Elle créera le rôle de Blanche Du Bois à l'occasion de la première à l'opéra de San Francisco : Un tramway nommé Désir ((A Streetcar Named Desire) composé par André Previn.
- 1999

Renée Fleming tient le rôle de la Maréchale (le Chevalier à la Rose, Richard Strauss) au Bayerische Staatsoper, retourne en concert au Carnegie Hall avec des Lieders allemands et y remporte un vif succès. Elle donne un récital avec André Previn à la tête de l'orchestre et paraît pour la première fois au Schleswig-Holstein Festival.

Elle interprète le rôle-titre d'Alcina de Haendel à l'Opéra Lyrique de Chicago, avec Les Arts Florissants dirigés par le chef William Chtistie.

Elle chante le rôle-titre de Louise du compositeur Gustave Charpentier à l'opéra de San Francisco, mais annule sa participation à une production du même opéra au Théâtre du Capitole de Toulouse.
La cantatrice termine l'année en se produisant à la Maison-Blanche, devant le Président Bill Clinton, à l'occasion des fêtes de Noël.
- 2000

Renée Fleming est l'hôte du Metropolitan Opera, de l'Opéra de San Francisco et de Covent Garden pour interpréter la Maréchale du Chevalier à la Rose puis chante le rôle-titre de l'opéra Lucrèce Borgia (Donizetti) accompagnée par l'Opéra Orchestra of New York.

Elle reprend le personnage de Donna Anna (Don Giovanni (Mozart) au Festival de Salzbourg et au Met. Sous la direction du chef d'orchestre anglais Mark à la tête de l'Orchestre de l'église Saint-Luc, elle interprète une partie de la production télévisée de PBS : Live from Lincoln Center. Elle chante les partitions pour soprano de l'oratorio La Création (Haydn) avec l'Orchestre symphonique de Boston dirigé par James Levine.
- 2001

En 2001, Renée Fleming est la Desdémone d‘Otello (Verdi) à l'opéra de Chicago puis chante le rôle-titre de Manon (Jules Massenet) à l'Opera Bastille. Elle interprète la Maréchale (Der Rosenkavalier, Richard Strauss) à L'Opéra de San Francisco et au Met suivi d'Arabelle au Bayerische Staatsoper et, à nouveau, au Met. Enfin, elle est la soprano de la Messe de Requiem (Verdi) par deux fois. La première fois en compagnie de l'Orchestre symphonique de Londres, puis avec le New York Philharmonic[réf. nécessaire].
- 2002

Renée Fleming prête son concours à l'enregistrement de la bande originale du film Le Seigneur des anneaux : Le Retour du roi sur une musique d'Howard Shore.

Elle se produit, en compagnie de Bryn Terfel, dans plusieurs concerts au Royaume-Uni et part, au cours de l'an 2000, pour la plus longue tournée de sa carrière couvrant les États-Unis, l'Europe, l'Australie et l'Asie, accompagnée du pianiste Jean-Yves Thibaudet[réf. nécessaire].

De retour sur les scènes françaises, elle est l'Imogène de l'opéra Il pirata (Vincenzo Bellini) au Théâtre du Châtelet et endosse le rôle-titre de Rusalka à l'Opéra Bastille[réf. nécessaire].
- 2003

Renée Fleming enchaîne les apparitions sur scène : Imogène (Il pirata au Met, Thaïs (Jules Massenet) au Met, Rusalka (Antonín Dvořák) à Covent Garden et à l'Opéra Bastille de Paris où elle triomphe, Violetta (La Traviata, Verdi) au Grand Opera de Houston puis au Met et termine l'année avec le rôle de Blanche dans l'opéra composé par André Previn : Un tramway nommé Désir (A Streetcar Named Desire) au Barbican Centre de Londres[réf. nécessaire].
- 2004

Renée Fleming endosse le rôle-titre de Rodelinda (Georg Friedrich Haendel) ainsi que celui de Rusalka au Met, suivi du personnage de Violetta (La traviata, Verdi) toujours au Met. Elle interprète encore die Gräfin (la comtesse) du Capriccio (Richard Strauss) à l'Opéra Garnier.
- 2006

Elle enregistre Love Sublime, un album composé par le pianiste de jazz Brad Mehldau, sur des poèmes de Rainer Maria Rilke et Louise Bogan.
- 2008

En 2008, elle est Violetta (La traviata, Verdi), et Desdémone (Otello, Verdi) au Metropolitan Opera de New York puis dirige ses pas au Wiener Staatsoper où elle interprète die Gräffin (la Maréchale) de l'opéra Capriccio (Richard Strauss). Elle sera ensuite Tatiana d'Eugène Onéguine (Tchaïkovski) au Festival de Tanglewood et Lucrèce Borgia dans l'opéra du même nom (Gaetano Donizetti). En septembre, elle fait la soirée d'ouverture la saison 2008-2009 du Metropolitan Opera en incarnant Violetta dans le deuxième acte de La Traviata de Verdi, Manon dans le troisième acte de Manon de Massenet et la comtesse dans la dernière scène de Capriccio de Richard Strauss.
- 2009

Renée Fleming est retenue pour interpréter Thaïs, Rusalka et la Maréchale (Der Rosenkavalier) au Metropolitan Opera, rôle qu'elle interprète aussi au Palais des festivals de Baden-Baden ainsi qu'au Théâtre des Champs-Élysées de Paris et à l'Opera de Munich (deux représentations). Elle est en concert à Portland et au Houston Rice University.
Le 7 mai, au Théâtre des Champs-Élysées, elle participe avec Seiji Ozawa à la création mondiale du cycle complet de Le Temps l'horloge du compositeur français Henri Dutilleux.
- 2010

La cantatrice a donné quatre autres représentations de Der Rosenkavalier au mois de janvier au Metropolitan Opera et y est retourné en avril pour interpréter Armida, une première dans cette maison d'opéra. La représentation du 1er mai fera partie de la série Le Metropolitan Opera : en direct et en HD.
- 2011

Elle chante trois rôles au Met en 2011 : Armida pour cinq représentations en février et mars 2011, la comtesse dans Capriccio aux mois de mars et avril, et finalement elle reprendra le rôle-titre de Rodelinda pour huit représentations aux mois de novembre et décembre. La représentation de Capriccio le 23 avril et celle de Rodelinda le 3 décembre feront partie de la série Le Metropolitan Opera : en direct et en HD. Elle apparaît à nouveau dans l‘Otello de Verdi à l'Opéra Bastille.
Le 2 juillet, Renée Fleming figurait parmi les grands noms de l'art lyrique invités à chanter lors de la messe du mariage de Charlene Wittstock et Albert II de Monaco. Étaient aussi présents le ténor italien Andrea Bocelli, la cantatrice sud-africaine Pumeza Matshikiza accompagnés par l'orchestre philharmonique et les chœurs de l'Opéra de Monte-Carlo.
- 2012

Elle reprend le rôle d'Arabella à l'Opéra Bastille, sous la direction de Philippe Jordan.
Renée Fleming sort un album intitulé Poèmes, réunissant quelques morceaux français de Ravel, Messiaen et Dutilleux. Elle obtient pour cet album le Grammy Award de la meilleure performance vocale solo en musique classique, un prix qu'elle avait déjà obtenu pour son album Verismo, paru quelques années auparavant.
- 2013

Le 10 juillet 2013, au cours d'une cérémonie, Barack Obama remet à Renée Fleming la distinction très prestigieuse aux États-Unis de la National Medal of Arts Award. Il s'agit de la plus haute récompense accordée aux artistes par le gouvernement américain.
Le 17 septembre 2013, Renée Fleming sort un nouvel album intitulé Guilty Pleasures, conçu comme une suite de The Beautiful Voice.
- 2014

Renée Fleming reprend l'un de ses rôles phares au Metropolitan Opera : Rusalka, de Dvořák, ainsi que le rôle-titre créé pour elle en 1997 par André Previn, dans Un tramway nommé désir, à Los Angeles.
La soprano américaine est également approchée pour interpréter l'hymne national américain en ouverture du Super Bowl 2014. Alors que l'hymne est habituellement interprété par des chanteurs ou chanteuses pop, comme Mariah Carey, Beyonce ou Christina Aguilera, le comité organisateur du Super Bowl a créé la surprise générale en confiant cette tâche à la soprano américaine.
- 2019

Elle organise au Carnegie Hall une master-classe pour de jeunes musiciens, notamment Axelle Fanyo, soprano.

## Voix
Les possibilités étendues de sa voix permettent à Renée Fleming d'aborder des rôles extrêmement variés qui s'adressent aussi bien aux sopranos lyriques ou dramatiques, qu'aux coloratures et aux spinto (voir la discographie). Elle « tient » les notes les plus aiguës sans jamais faiblir. Son registre étendu, son timbre « crémeux », velouté, enveloppant et suave voire charnel alliés à un travail incessant la font considérer comme une des plus grandes sopranos actuelles.

Elle a été particulièrement applaudie pour ses interprétations de la Comtesse Almaviva (Les Noces de Figaro de Mozart), de Desdémone (Otello de Verdi), Violetta (La traviata de Verdi). Elle est l'inoubliable Rusalka de l'opéra homonyme de Dvorak, Manon ou Thaïs dans les opéras de Massenet. Elle brille encore dans le rôle de la Maréchale du Chevalier à la Rose de Richard Strauss et campe la très crédible alcoolique d'Un tramway nommé Désir d'André Previn.

Elle est demandée régulièrement sur les plus grandes scènes internationales et remporte partout le même succès. Lorsqu'elle chanta dans Rusalka à l'Opéra Bastille en 2004, Renaud Machart, critique au journal Le Monde, qualifia sa voix de « sfumato sonore ».

## Récompenses
- 1989 : Richard Tucker Career Grants
- 1990 : Richard Tucker Award[21]
- 1996 : Prix Solti 1996
- 1999 : Grammy Award pour son CD The Beautiful Voice
- 2003 : Academy Awards: Prix de la Meilleure musique originale
- 2008 : Prix Polar Music[80],
- Son CD Homage : The Age of the Diva a été nommé par deux fois pour les Grammy Awards ; une première fois « Meilleure interprétation vocale » et, une deuxième fois pour le « Meilleur album de musique classique chantée »
- 2010 : Grammy Award pour son CD Verismo
- 2012 : Victoire d'honneur de la Musique
- 2014 : Doctorat honoris causa de l'Université Harvard[81]
- (31249) Renéefleming, astéroïde nommé en son nom.

## Discographie sélective

### Opéras
- Dvořák, Rusalka, Orchestre philharmonique tchèque, dir. Charles Mackerras, Decca
- Dvořák, Rusalka, Orchestre de l'Opéra national de Paris, dir. James Conlon, DVD Arthaus Musik
- Haendel, Alcina (Alcina), Les Arts Florissants, dir. William Christie, Erato.
- Haendel, Rodelinda, avec Andreas Scholl, enregistré en 2011 au Metropolitan Opera de New York, en blu-ray, chez Decca (sortie le 1er octobre 2012)[82].
- Massenet, Thaïs (Thaïs), Orchestre national Bordeaux Aquitaine, dir. Yves Abel, Decca
- Massenet, Thaïs, Thomas Hampson, Orchestre du Metropolitan Opera de New York, dir. Jesús López-Cobos, DVD Decca
- Massenet, Herodiade (Salomé), Orchestre de l'Opéra de San Francisco, dir. Valery Gergiev, Sony Music
- Massenet, Manon, Marcelo Álvarez, Orchestre de l'Opéra national de Paris, dir. Jesús López-Cobos
- Mozart, Così fan tutte (Fiordiligi), Chamber orchestra of Europe, dir.Georg Solti, Decca
- Mozart, Don Giovanni (Donna Anna), London Symphony Orchestra, dir. Georg Solti, Decca
- Mozart, Les Noces de Figaro, Orchestre du Festival de Glyndebourne, dir. Bernard Haitink, DVD Kultur Video
- André Previn, A Streetcar Named Desire, Orchestre de l'Opéra de San Francisco, dir. André Previn, Deutsche Grammophon
- Rossini, Armida, Lawrence Brownlee, Orchestre du Metropolitan Opera de New York, dir. Riccardo Frizza, DVD Decca
- Strauss (Richard), Daphne (Daphne), WDR Sinfonie Orchester Köln, dir. Semyon Bychkov, Decca
- Strauss (Richard), Le Chevalier à la rose, Sophie Koch, Diana Damrau, Franz Hawlata, Orchestre philharmonique de Munich, dir. Christian Thielemann, DVD Decca
- Strauss (Richard), Arabella, Orchestre de l'Opéra de Zurich, dir. Franz Welser-Möst, DVD Decca
- Tchaïkovski, Eugène Onéguine, Orchestre du Metropolitan Opera de New York, dir. Valery Gergiev, DVD Decca
- Verdi, La Traviata, Rolando Villazón, Orchestre de l'Opéra de Los Angeles, dir. James Conlon, DVD Decca
- Verdi, Requiem, Orchestre du Théâtre Mariinsky (anciennement Kirov), dir. Valery Gergiev, DVD Philips

### Récitals
- Richard Strauss, Quatre derniers Lieder – Lieder ("Verführung", "Freundliche Vision", "Winterweihe", "Zueignung") - Airs de "Ariadne auf Naxos" & "Die ägyptische Helena", Orchestre philharmonique de Munich, dir. Christian Thielemann, Decca, 2008
- Richard Strauss, Quatre derniers Lieder – Lieder ("Befreit", "Muttertändelei", "Wiegenlied", "Waldseligkeit", "Cäcilie") – "Der Rosenkavalier", suite pour orchestre, Op. 145, Orchestre symphonique de Houston, dir. Christoph Eschenbach, RCA, 1995
- Strauss Heroines, Orchestre philharmonique de Vienne, dir. Christoph Eschenbach, Decca
- Signatures : Grandes scènes d'opéra, Orchestre symphonique de Londres, dir. Georg Solti, Decca
- Franz Schubert, Lieder, piano Christoph Eschenbach, Decca
- The Beautiful Voice, English Chamber Orchestra, dir. Jeffrey Tate, Decca
- I Want Magic, Orchestre du Metropolitan Opera de New York, dir. James Levine, Decca
- Renée Fleming – airs d'opéra italiens et français, Orchestre philharmonique de Londres, dir. Charles Mackerras, Decca
- Bel Canto, Orchestre de l'église Saint-Luc, dir. Patrick Summers, Decca
- Arias de Haendel, Orchestra of the Age of Enlightenment, dir. Harry Bicket, Decca
- Homage : The Age of The Diva, Orchestre du Théâtre Mariinski, dir. Valery Gergiev, Decca

### Chansons traditionnelles, jazz
À côté de la musique classique, La cantatrice ne néglige pas pour autant la musique traditionnelle et le jazz dont elle enregistre plusieurs CD sous la marque Decca.
Elle prête sa voix pour la bande sonore du film Le Seigneur des anneaux : Le Retour du roi dans lequel elle chante en sindarin avec la cantatrice américano-canadienne Isabel Bayrakdarian et la chanteuse anglaise de musique pop Sheila Chandra. Elles sont toutes trois considérées comme représentatives d'Arwen Étoile du Soir et, par extension, des Elfes. On peut l'entendre chanter lorsque Arwen a la vision de son enfant (Twilight and Shadow), lorsque le Gondor affronte le Mordor à Minas Tirith, lorsque Gollum s'empare de l'Anneau (The End of All Things), lorsque les aigles transportent Frodon et Sam au Mont du Destin ('The Eagles', The End of All Things) et lorsque Arwen est révélée lors du couronnement d'Aragorn ('Arwen révélée', Le Retour du Roi).
Renée Fleming enregistre également le duo O soave fanciulla avec Michael Bolton ainsi qu'un CD de Jazz (Haunted heart, Album CD Universal paru le 12 février 2006)

### Hôte d'émissions télévisées et radiodiffusées
Renée Fleming est dotée d'un indéniable sens de l'humour. Elle chante dans 1, rue Sésame, une émission destinée aux enfants, une recomposition de Caro nome (Rigoletto, Verdi) en remplaçant le texte italien original par un texte destiné à apprendre aux enfants à compter.

Elle est apparue plusieurs fois dans l'émission radiodiffusée de Garrison Keillor: A Prairie Home Companion.

Elle est invitée d'honneur pour interpréter la chanson Lullaby dans l'album de 1994 du musicien Britannique Joe Jackson: Night Music (Virgin Records).

Elle apparaît souvent comme hôte des représentations en direct et en HD du Metropolitan Opera, D'ici la fin de la saison 2011-12, elle aura fait des apparitions comme hôte pour 18 diffusions. Sa première apparition dans la série remonte à la diffusion dI Puritani en 2006-07, suivi de Romée et Juliette, Hänsel und Gretel, Manon Lescaut, La Bohème et la Fille du régiment en 2007-08, La Rondine et Madame Butterfly en 2008-09, Aida, Carmen, Simon Boccanegra et Hamlet en 2009-10, Lucia di Lammermoor, Le Comte Ory et Il Trovatore en 2010-11, et Anna Bolena, Don Giovanni et Siegfied en 2011-12.